# Heřmanice (Liberec)
Heřmanice (in tedesco Hermsdorf in Böhmen, letteralmente "Hermsdorf in Boemia") è un comune della Repubblica Ceca facente parte del distretto di Liberec, nella regione omonima.